# Moralisation des esclaves
La moralisation des esclaves est un processus social consciemment mis en œuvre en vue de fournir à des esclaves une morale supérieure à celle que la société coloniale dans laquelle ils sont exploités veut bien leur imaginer de prime abord. Il s'agit généralement de fournir des bribes d'éducation à la population servile tout en systématisant sa christianisation, ceci en vue de la rendre moins prompte aux infractions diverses et généralement plus encline au travail.
Au sein de l'Empire colonial français, un tel programme est poursuivi avec particulièrement d'intensité dans les années 1830 et 1840, juste avant que survienne l'abolition de l'esclavage en 1848. À La Réunion, il cherche à se prolonger après cette dernière en ciblant cette fois les engagés se substituant aux affranchis dans les champs de canne à sucre. L'essayiste François Saint-Amand en est un promoteur dans « De la peine de mort », un article de presse paru en 1854 où il estime que le remplacement de l'hindouisme par le christianisme chez les Indiens importés ne peut que conduire à une plus grande paix sociale dans la colonie, ce qui permettra l'obsolescence de fait de la peine capitale.